# Hanne Finsen
Hanne Finsen (født 8. marts 1925 i København, død 14. september 2023) var en dansk kunsthistoriker og museumsdirektør.
Finsen blev student fra Øregaard Gymnasium i 1943 og læste herefter kunsthistorie på Københavns Universitet.
Hun var fra 1953-57 ansat ved Maleri- og skulptursamlingen på Statens Museum for Kunst.
I 1957 blev Hanne Finsen gift med journalist og teaterdirektør Knud Poulsen (1920-2003).
Hun var direktør for Den Hirschsprungske Samling 1978−85 og for Ordrupgaardsamlingen 1978-95.